# Victorio Cieslinskas
Victor « Victorio » Cieslinskas Zinevicaite, né le 27 octobre 1922, décédé le 19 juin 2007, est un ancien joueur uruguayen de basket-ball. Il est d'origine lituanienne.

## Palmarès
- 3e des Jeux olympiques 1952
- Troisième du championnat d'Amérique du Sud 1941
- Finaliste du championnat d'Amérique du Sud 1942
- Champion d'Amérique du Sud 1943
- Champion d'Amérique du Sud 1953